# Eustala perdita
Eustala perdita là một loài nhện trong họ Araneidae.
Loài này thuộc chi Eustala. Eustala perdita được Elizabeth Bangs Bryant miêu tả năm 1945.